# Paul Lincke
Paul Lincke (ur. 7 listopada 1866 w Berlinie, zm. 3 września 1946 w Hahnenklee) – niemiecki dyrygent i kompozytor.

## Życiorys
Zawodowo związany m.in. z berlińską sceną teatralną Apollo-Theater. Pod koniec XIX wieku przez dwa sezony był dyrygentem w paryskiej sali koncertowej Folies Bergère. Znany głównie jako twórca operetek, pierwszą z nich pt. Venus auf Erden wystawił w 1897. Autor także takich operetek jak Frau Luna (dla której m.in. skomponował marsz Berliner Luft), Im Reiche des Indra, Fräulein Loreley, Lysistrata, Casanova i Ein Liebestraum.